# لاو چون بونگ
لاو چون بونگ (انگلیسی: Law Chun Bong؛ زادهٔ ۲۵ ژانویهٔ ۱۹۸۱) بازیکن فوتبال اهل هنگ کنگ بود.
از باشگاه‌هایی که در آن بازی کرده است می‌توان به باشگاه فوتبال هنگ کنگ رنجرز و باشگاه چین جنوبی اشاره کرد.
وی همچنین در تیم ملی فوتبال هنگ کنگ بازی کرده است.